# Poesies de Ticià
Les poesies de Ticià és un cicle de pintures de temàtica mitològica pintades en la tècnica de l'oli sobre llenç, fetes entre 1553 i 1562 per Tiziano Vecellio, més conegut com a Ticià, encarregades al pintor pel rei Felip II d'Espanya, i que representaven escenes de les Metamorfosis d'Ovidi, .

## Història
Les Metamorfosi d’Ovidi són un conjunt de més de 250 mites en poesia narrativa que descriu la creació i la història del món, fent servir com a fonts les tradicions mitològiques de Grècia i Roma. Sembla que Felip II va tenir la idea de l'encàrrec a partir del conjunt de pintures sobre els Amors de Júpiter que Antonio da Correggio havia fet per a Frederic I Gonzaga, també basades en les Metamorfosis d'Ovidi.
Felip va reunir-se amb Ticià a Augsburg el 1550, i va ser quan va demanar-li un cicle d'escenes mitològiques. L'artista ja feia més d'una generació que era pintor dels Habsburg, i havia fet diverses obres pel seu pare, Carles V. La inspiració per a les poesies com a al·legoria del govern es pot trobar a la sèrie de nou tapissos Els honors. Originalment considerat com la Història de la Fortuna o deessa Fortuna, va ser presentat al pare de Felip, Carles V, durant la seva elecció imperial.

## Pintura i poesia
Ja al segle IV aC, el filòsof grec Aristòtil argumentava que la poesia i la pintura compartien funcions similars; tot i que la seva execució era diferent, ambdues tenien fonamentalment la mateixa finalitat. Durant el segle XVI la comparació entre temes de pintura, poesia i escultura, va ser una qüestió molt debatuda. Segons el poeta Pietro Aretino, "els escriptors són pintors, la poesia és pintura, la història és pintura i qualsevol tipus de composició d'un home de cultura és pintura". L'associació entre les dues formes d'art funcionava de manera que es reconeixia que l'habilitat i l'aprenentatge entre ambdues eren equitatives.
El terme poesia s'emprava a Itàlia a finals del segle XV per al·ludir a pintures concebudes pel gaudi dels sentits. Ticià l'emprava en les cartes que s'enviava amb el monarca per informar-li de l'estat i procés d'elaboració de les pintures. Per tant, sembla que aquestes pintures estaven pensades per satisfer els sentits, lliures de qualsevol tipus d'interpretació simbòlica i moralitzant.
Aquestes obres sovint es veuen a través d'una lent erotitzada a causa de la inclusió de mortals i deesses nus. En el Renaixement, les imatges intencionadament eròtiques eren inaccessibles pel poble, si bé es podrien trobar en gran nombre en el circuit icònic privat de l'elit. En la gran majoria dels casos, estaven redactades en un codi cultural i estilísticament elevat, el de la mitologia clàssica, tant si representaven imatges antigues com imatges expressament contemporanies. La fantasia eròtica del segle XVI va descobrir en la mitologia clàssica un tresor de temes i formes capaços de ser compresos a l'instant pels mecenes dels poemes de Ticià.

## Les obres
Ticià acabà sis pintures. També treballà de forma intermitent en l'obra La mort d'Acteon, la qual començà en el 1556 però que no acabà mai, i no fou enviada a Felip II. Per aquest motiu es considera que no és una de les poesies. Fou comprada el 1972 per la National Gallery de Londres, on ara està exposada. Les pintures que formen part de les poesies de Ticià són les següents:

### Dànae
Hi ha sis versions conegudes de la princesa Dànae pintades per Ticià, totes amb lleugeres variacions. La Dànae que pertany a la sèrie poesies va ser la segona que Ticià pintà sobre aquest motiu. L'obra s'executà entre 1551 i 1553. Aquesta pintura, juntament amb prop de 200 més, va ser capturada per les tropes del duc de Wellington després de l'última gran batalla de la guerra del Francès a Vitòria el 1813, i formaven part del tren d'equipatges de Josep Bonaparte quan fugia cap a França. El rei Ferran VII d'Espanya va regalar-la al duc l'any 1816. En l'actualitat forma part de la col·lecció Wellington de Londres.

### Venus i Adonis
Venus i Adonis, la segona poesia de Tiziano, pintada entre 1553 i 1554, que actualment es troba en el museu del Prat. Aquest quadre no tracta un episodi mitològic, sinó que és una invenció del pintor, ja que no hi han fonts literàries directes que abordin aquest episodi. Venus i Adonis va ser un dels motius més repetits de la carrera de Ticià, de qui s'han confirmat, al menys, una trentena d'obres pintades per ell i els seus aprenents, com també versions de copistes i assistents després de la seva mort.

### Perseu i Andròmeda
Pintada entre 1554 i 1556, Felip II va regalar-la al seu secretari, Antonio Pérez, qui també era un amant de l'obra de Ticià. Cap a 1585 Pérez es veuria obligat a vendre’l, i hauria passat a formar part de la Col·lecció Leoni. Seguidament Louis-Phélypeaux de La Vrillière (1598-1681) fou el següent propietari d'aquesta pintura, i, posteriorment, en 1723 entrà en la col·lecció Orleans. Portat a Anglaterra, el 1815 fou comprat pel tercer Marquès de Hertfort. Avui forma part de la col·lecció Wallace a Londres.

### Diana i Cal·listo
Diana i Cal·listo, pintada el 1556, fou regalada per Felip V el 1704 a l'ambaixador francès, el duc de Gramont, el qual la lliurà a Felip d'Orleans. Aquesta obra apareixien en el primer catàleg de la col·lecció Orleans el·laborat el 1727. Està exposada alternativament a la National Gallery de Londres i a la National Gallery d'Escòcia.

### Diana i Acteó
Ticià el pintà entre 1556 i 1559). Regalat per Felip V el 1704 a l'ambaixador francès, aquest el traslladà a Felip d'Orleans, i acabà incorporar a la col·lecció Orleans. Aquesta és ua de les obres que el duc de Bridgewater es quedà per a si mateix, un cop havia comprat el lot de pintura italiana i francesa.

### El rapte d'Europa
El rapte d'Europa és l'última pintura de la sèrie, i fou creada entre 1560 i 1562. Com les altres dues pintures anteriors, formà part del lot que 
Felip V a l'ambaixador francès, i que ell lliurà al duc d'Orleans. Quan la col·lecció fou portada a Anglaterra també restà en poder del duc de Bridgewater. Aquest quadre es pot trobar en l'actualitat en el museu Isabella Stewart Gardner de Boston.

## Imatges
- Dànae
- Venus i Adonis
- Perseu i Andròmeda
- Diana i Cal·listo
- Diana i Acteon
- El rapte d'Europa